# Stella Blakemore
Stella Blakemore était une écrivaine sud-africaine auteur de romans pour enfants en afrikaans.

## Biographie
Stella Blakemore est née dans une tente près de Lindley dans la Colonie de la rivière Orange le 13 avril 1906. Elle est allée à l’école au Natal. Sa mère, Emmarentia Susanna Catherina Krogh, était une professeure de musique d’origine boer et son père était le capitaine Percy Harold Jenks Blakemore, officier dans l’armée britannique. Le capitaine Blakemore a quitté sa femme et son enfant quatre ans plus tard pour devenir un joueur de cartes professionnel. Le pseudonyme le plus célèbre de Stella Blakemore, Theunis Krogh, est dérivé de son grand-père du côté maternel - Theunis Johannes Krogh, sous-secrétaire de l’administration sud-africaine du président Paul Kruger. En 1933, elle épouse le Gallois David Owen, ingénieur civil à Londres, ce qui fut le début d’une longue période de voyages dans le monde pour elle. Le couple a vécu, entre autres, au Ghana, en Côte d’Ivoire, en Italie, en Angleterre, au Swaziland, au Nigeria, en Allemagne et en Irlande. Le couple a eu deux enfants, Peter et Salene, tous deux adoptés. Stella Blakemore est décédée à Rostrevor, Newry et Mourne, en Irlande du Nord, au Royaume-Uni, à l’âge de 85 ans en mai 1991,.

## Œuvres
- Die Goue Sleutel ("The Golden Key"), 1920[3].
- Die Meisies van Maasdorp ("The Girls of Maasdorp"), 1932[4].
- Keurboslaan series (20 livres sous le pseudonyme de Theunis Krogh)[5].
- 66 livres au total sous les noms d'Analize Biermann, Stella Owen et Diem Grimbeeck[6],[7].